# Red Light District (Amsterdam)
Pour les articles homonymes, voir Red Light District.

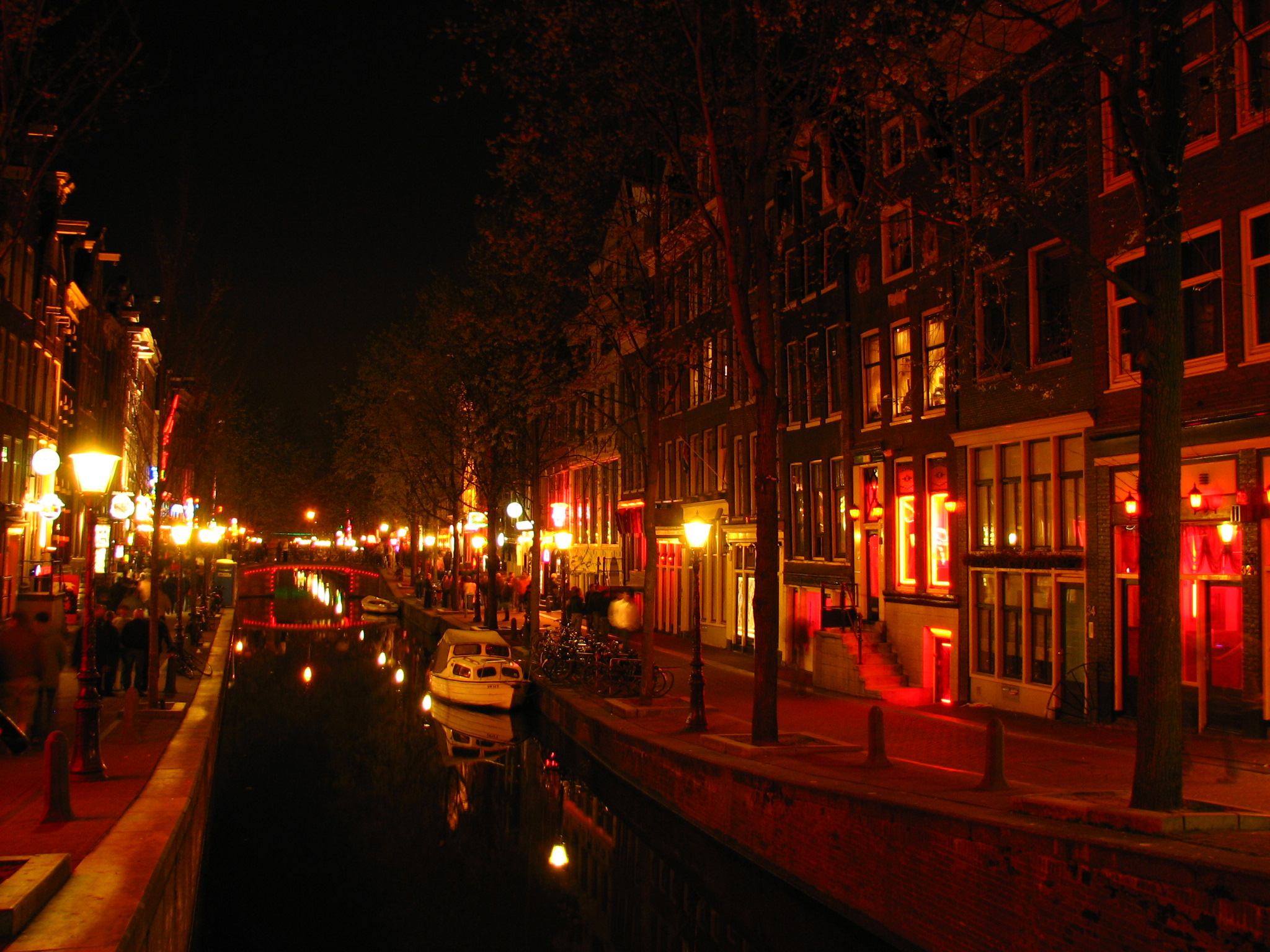
Les lumières rouges des cabines des prostituées, ici à De Wallen, sont à l'origine du nom des quartiers chauds d'Amsterdam.

Le terme de Red Light District ou Quartier Rouge désigne les quartiers chauds d'Amsterdam, et par synecdoque, le quartier rouge le plus connu de la ville, De Wallen. En vertu de la loi néerlandaise, la prostitution légale est limitée géographiquement aux "quartiers rouges", qui consistent en un réseau de ruelles contenant plusieurs centaines de cabines louées par des travailleuses du sexe. Celles-ci offrent leurs services derrière une porte vitrée généralement éclairée de rouge. 
Bien que De Wallen soit le quartier rouge le plus connu de la ville, et qu'il soit devenu au fil des années une attraction touristique de premier plan, il est également possible de trouver des cabines dans le quartier du Spui et au sud du Singelgracht. En outre, Amsterdam n'est pas la seule ville des Pays-Bas dans laquelle il existe des quartiers rouges; d'autres villes comme Alkmaar ou La Haye disposent également de leurs propres red light districts.
Au cours de l'été 2007, la mairie d'Amsterdam a lancé un programme de réhabilitation de l'hypercentre (c'est-à-dire la partie délimitée par le Singel), avec le double objectif d'y réduire la criminalité, et de mettre ses ressources en valeur. Ce programme, baptisé « Project 1012 », en référence au code postal de la vieille ville (binnenstad) englobe une multitude d'initiatives et de mises à jour des textes de loi. La réduction de la prostitution, à la fois dans le quartier rouge du Singel, et dans celui de De Wallen, autour du Oudezijds Achterburgwal et des rues attenantes, ainsi que celle du nombre de coffee shops constitue l'un des principaux axes du programme. L'objectif est ainsi de réduire de 40% le nombre de vitrines, qui était de 482 en 2007.